# Emmanuel François (politicus)

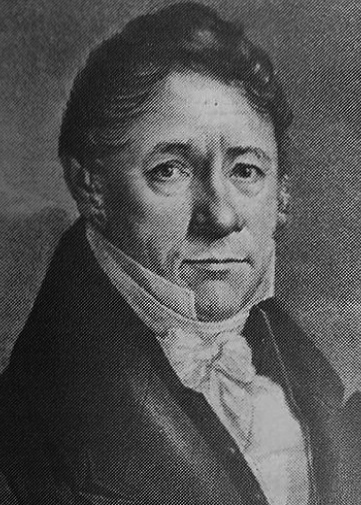
Emmanuel François

Emmanuel François (Virton 1784 - 1839) was een Belgisch advocaat en lid van het Nationaal Congres

## Levensloop
François was advocaat in Virton toen hij in 1830 voor dat arrondissement verkozen werd tot lid van het Nationaal Congres. Hij was een actief lid dat talrijke korte tussenkomsten hield, ook al liet hij op een bepaald ogenblik weten dat l'état de ma santé me réduit au silence.
Bij de goedkeuring van de onafhankelijkheidsverklaring op 18 november 1830 was hij niet aanwezig maar enkele dagen later stemde hij voor de eeuwigdurende uitsluiting van de Nassaus. Hij was zeer gekant tegen de conclusies waar de Mogendheden waren toe gekomen, waarvan hij duidelijk besefte dat ze de afscheiding van Luxemburg tot gevolg zouden hebben. Hij stemde dan ook niet voor de hertog van Nemours, emanatie van een van die mogendheden, maar voor de hertog van Leuchtenberg. Wat later stemde hij voor Surlet de Chokier als regent. In juni stemde hij voor Leopold van Saksen-Coburg. Uiteindelijk stemde hij ook in met het Verdrag der XVIII artikelen.
In mei 1831 werd François benoemd tot administrateur-generaal van de Belgische Staatsveiligheid, in opvolging van advocaat-generaal Isidore Plaisant (1796-1839), die onmiddellijk na de eerste onlusten, in oktober 1830, deze functie had opgenomen. François bleef het ambt bekleden tot aan zijn dood en werd opgevolgd door baron Alexis Hody (1807-1880).
De 'Sûreté' was een van de vijf administraties die onmiddellijk in oktober 1830 waren opgericht. De andere waren: Oorlog, Binnenlandse zaken, Financies en Justitie. Terwijl die vier andere onder het regentschap van Surlet de Chokier evolueerden tot ministeriële departementen, bleef de Staatsveiligheid als afzonderlijk orgaan bestaan, nu eens onder de voogdij van de minister van Binnenlandse zaken, dan weer onder die van de Minister van Justitie.
Men hoeft zich daar niet te veel bij voor te stellen. Eugène François had tot zijn beschikking: twee klerken, twee expeditieklerken en een deurwachter. De administrateur-generaal moest alle geschreven stukken zelf opstellen, tot hij er in 1835 een afdelingshoofd bij kreeg. François betreurde dat hij over geen geheime archieven beschikte noch over dossiers betreffende onder toezicht geplaatste vreemdelingen. Hij had als informateurs zes 'spionnen' aangetroffen die door zijn voorganger waren aangeworven en die hij 'détestable' en zonder ervaring oordeelde en onmiddellijk had afgedankt. Hij moest rekenen op de rijkswacht die hem elke maand een verslag over de openbare opinie moest bezorgen, maar die daar volgens hem intellectueel niet toe in staat was. Voor het schaduwen of bewaken van personen kreeg hij weinig hulp. De beschikbare middelen waren uiterst krap, tussen 30.000 en 80.000 fr. per jaar.
In de loop van zijn mandaat moest François het hoofd bieden aan heel wat interne problemen binnen zijn jonge formatie:
- In 1831 moest hij zes agenten afdanken, vanwege hun onervarenheid.
- In 1835 moest hij zijn agent Jamotte afdanken, nadat hij herhaaldelijk republikeinse propaganda had gevoerd. Enkele tijd later werd Jamotte gearresteerd, nadat hij had geschoten op koning Leopold I.
- Verschillende van zijn agenten zorgden voor problemen, hetzij door dodelijke gevechten onder elkaar, hetzij door ongewettigde aanvallen op burgers.